# Марковчин, Сергей Григорьевич
Сергей Григорьевич Марковчин (род. 24 февраля 1976, Орджоникидзе) — российский военачальник. Начальник Новосибирского высшего военного командного училища с 2019 года, генерал-майор (2022), кандидат технических наук, доцент.

## Биография
Родился 24 февраля 1976 в городе Орджоникидзе (ныне — Владикавказ).
Окончил Екатеринбургское суворовское военное училище в 1993 году и Новосибирское высшее общевойсковое командное училище с отличием и золотой медалью в 1997 году (командная тактическая специальность войсковой разведки).
В 2007 году окончил Общевойсковую академию Вооружённых Сил Российской Федерации с отличием по специальности «Управление воинскими частями и соединениями (Сухопутные войска)». В 2010 году окончил адъюнктуру Военно-технического университета, в том же году прошёл профессиональную переподготовку специалистов (квалификация «Преподаватель высшей школы») на базе Общевойсковой академии Вооружённых Сил Российской Федерации. В 2013 году окончил с отличием Российскую академию народного хозяйства и государственной службы при Президенте Российской Федерации (специальность «Государственное и муниципальное управление»).
Командовал взводом, ротой и батальоном, был заместителем командира полка. Занимал посты заместителя командира полка и офицера отдела (подбора и расстановки кадров) Управления кадров Сухопутных войск.
Проходил службу в Общевойсковой академии Вооружённых Сил Российской Федерации, где занимал посты: начальника факультета повышения квалификации и профессиональной переподготовки, заместителя начальника научно-исследовательского центра системных оперативно-тактических исследований Сухопутных войск, помощника начальника Военного учебно-научного центра по работе с личным составом, начальника отделения по работе с личным составом и заместителя начальника кафедры управления повседневной деятельностью войск.
Занимал пост начальника Отдела военного образования Главного командования Сухопутных войск Вооружённых Сил Российской Федерации.
В ноябре 2019 года назначен начальником Новосибирского высшего военного командного училища.
В июне 2022 года присвоено воинское звание генерал-майор.
Участник боевых действий.
В 2024 был назначен заместителем главнокомандующего Сухопутными войсками Российской Федерации.

## Награды
- Медали ордена «За заслуги перед Отечеством» I и II степеней[2]
- Знак отличия «За безупречную службу» XX лет (на георгиевской ленте)[2]
- Медаль «За воинскую доблесть» I степени[2]
- Медаль «За укрепление боевого содружества»[2]
- Медаль «За отличие в службе с Сухопутных войсках»[2]
- Знак отличия военнослужащих Сухопутных войск[2]
- иные ведомственные награды[2]

## Публикации
- Марковчин С. Г., Садыков И. М. Формирование профессиональной направленности курсантов военных вузов // ЦИТИСЭ. — 2020. — № 4. — С. 273—282. — doi:10.15350/2409-7616.2020.4.23.
- Марковчин С. Г., Самсоненко А. Г. Совершенствование педагогической технологии обучения военных специалистов в области управленческой деятельности // Школа для педагога. — 2021. — Январь—февраль (№ 1 (28)). — С. 27—33.